# Morfeo
Morfeo byl fulltextový vyhledávač založený na open source technologii Sherlock Holmes (Sherlock Holmes Search Engine), provozovaný v letech 1999–2011 společností Centrum Holdings na portálu Centrum.cz. Vyhledávač nabízel pouze textový archiv stránek, bez grafických prvků. Podporoval také hledání ve zprávách, obrázcích nebo zboží v obchodech. Morfeo vyhledávalo i synonyma a odvozená slova a snažilo se o opravy překlepů. Vyhledávání probíhalo pouze na stránkách v doméně .cz.